# Monts-en-Ternois
Monts-en-Ternois är en kommun i departementet Pas-de-Calais i regionen Hauts-de-France i norra Frankrike. Kommunen ligger i kantonen Saint-Pol-sur-Ternoise som tillhör arrondissementet Arras. År 2022 hade Monts-en-Ternois 64 invånare.

## Befolkningsutveckling
Antalet invånare i kommunen Monts-en-Ternois
| Referens: INSEE |